# Bình Trị Đông B
Bình Trị Đông B là một phường thuộc quận Bình Tân, Thành phố Hồ Chí Minh, Việt Nam.

## Địa lý
Phường Bình Trị Đông B nằm ở trung tâm quận Bình Tân, có vị trí địa lý:
- Phía đông giáp phường An Lạc A
- Phía tây giáp các phường Tân Tạo và Tân Tạo A
- Phía nam giáp phường An Lạc
- Phía bắc giáp các phường Bình Trị Đông và Bình Trị Đông A.

Phường có diện tích 4,40 km², dân số năm 2021 là 63.180 người,  mật độ dân số đạt 14.359 người/km².

## Lịch sử
Phường Bình Trị Đông B được thành lập vào ngày 5 tháng 11 năm 2003 trên cơ sở 462,41 ha diện tích tự nhiên và 29.760 người của xã Bình Trị Đông cũ thuộc huyện Bình Chánh.